# Conjetura de Birch-Tate
La conjetura de Birch-Tate es una conjetura en matemáticas (más específicamente en teoría K algebraica) propuesta tanto por Bryan John Birch como por John Tate.

## Declaración
En la teoría K algebraica, el grupo K2 se define como el centro del grupo de Steinberg del anillo de números enteros de un campo numérico F. K2 también se conoce como el núcleo manso de F. La conjetura de Birch-Tate relaciona el orden de este grupo (su número de elementos) con el valor de la función zeta de Dedekind {\displaystyle \zeta _{F}}. Más específicamente, sea F un cuerpo numérico totalmente real y sea N el número natural más grande tal que la extensión de F por la raíz N - ésima de la unidad tenga un grupo 2 abeliano elemental como su grupo de Galois. Entonces la conjetura afirma que
{\displaystyle \#K_{2}=|N\zeta _{F}(-1)|.}

## Estado
Se han logrado avances en esta conjetura como consecuencia del trabajo sobre la teoría de Iwasawa y, en particular, de las pruebas dadas para la llamada "conjetura principal de la teoría de Iwasawa".